# Conus politus
Conus politus é uma espécie de gastrópode do gênero Conus, pertencente a família Conidae.